# Cuentos del río
Cuentos del río, también conocida como River Tales o Raconte-moi le fleuve, es un documental luxemburgués del año 2020 dirigido por Julie Schroell.

## Sinopsis
La película cuenta la historia de la vida alrededor del río San Juan, en Nicaragua, en la frontera con Costa Rica, y sobre el proyecto de un canal que debe conectar el Océano Atlántico y el Océano Pacífico, que es impulsado por un inversionista chino, como una competencia al Canal de Panamá.

## Festivales de cine y premios
El documental debería haberse estrenado el día 14. marzo de 2020 en el Festival de Cine de la Ciudad de Luxemburgo que se proyectará por primera vez en Luxemburgo. Sin embargo, se pospuso debido a la pandemia de coronavirus. Era entonces el 16. Septiembre en cines.
También se proyectó anteriormente en el festival de cine Close Up Dokufest 2019 en Edimburgo, Escocia, donde recibió el premio al "Mejor documental ambiental", y en el festival de cine Irish Galway Film Fleadh, donde ganó el "Premio Peripheral Visions". Ganó "con 3.000 euros".
En el festival estadounidense Portland EcoFilm Festival, la película fue premiada como mejor película ("Best Feature Film Award"), y el principal protagonista de la película, Yemn Jordan Taisigue Lopez, recibió el "EcoHero Award 2020" por su valiosa contribución a la justicia ambiental.
La película también se presentó en otros festivales, incluidos los de Florencia, Barcelona, Praga, Belgrado y Chicago, y en Chile, Dinamarca y Croacia.
En la 9.ª edición del Premio de Cine de Luxemburgo (2021) fue nominado en la categoría "Mejor Largometraje Documental".
Luxemburgo propuso Cuentos del río en la categoría "Mejor Película Internacional" para los Oscar 2020, pero la película no fue nominada.

## Respuesta crítica
Anina Valle Thiele, Tageblatt:
El resultado es un impresionante documental que logra transportar hasta cierto punto el realismo mágico de América Latina . . . Cuentos del río trabaja para acercar a personas que nunca han estado en América Latina a la realidad mítica y la fascinación del lugar exótico, pero solo toca esporádicamente la situación política en Nicaragua.
Pablo Chimienti, el país de Luxemburgo:
Cuentos del río nos llena los ojos y nos llena la cabeza, nos hace viajar, soñar... mientras nos alerta discretamente pero sin pretensiones de la difícil situación, que no ha dejado de empeorar desde el rodaje, Nicaragua, uno de los países más pobres de América. continente.
Guilhem Caillard, cineuropa.org:
"Raconte-moi le fleuve" es lo que se puede llamar un documental precioso y necesario. Su estética es delicada y trabajada y además hace un bello momento de cine.